# Sự suy giảm số lượng loài lưỡng cư
Mặc dù các nhà khoa học đã quan sát thấy sự sụt giảm trong các quần thể của một số loài trong châu Âu kể từ năm 1950, nhận thức rằng suy giảm các quần thể lưỡng cư có thể gây ra sự tuyệt chủng hàng loạt các loài trên toàn thế giới ngày chỉ từ Những năm 1980. Trong năm 1993 đã có hơn 500 loài của những con ếch và kỳ giông có mặt trên năm châu lục cho thấy một sự suy giảm dân số. Ngày nay, hiện tượng quần thể lưỡng cư giảm sút ảnh hưởng đến hàng ngàn loài trong tất cả các loại hệ sinh thái và do đó được công nhận là một trong những mối đe dọa nghiêm trọng nhất, về các loài bị tuyệt chủng hoặc bị đe doạ, chống lại đa dạng sinh học của hành tinh chúng ta.
Ban đầu, các báo cáo về sự suy giảm này đã không được xem xét bởi toàn bộ cộng đồng khoa học. Một số nhà khoa học lập luận rằng các quần thể động vật, chẳng hạn như động vật lưỡng cư, đã trải qua những biến động tự nhiên theo thời gian. Ngày nay, mọi người đều đồng ý rằng hiện tượng suy giảm này lan rộng khắp thế giới và dự kiến kéo dài trong một thời gian dài.
Những sự tuyệt chủng và té ngã của quần thể động vật lưỡng cư là một vấn đề toàn cầu, với các nguyên nhân đa dạng và phức tạp. Trong số đó có các yếu tố địa phương như sự phân mảnh và phá hủy môi trường sống tự nhiên, cũng như sự giới thiệu của con người các loài ăn thịt mới vào hệ sinh thái bị nghi vấn, sự khai thác quá mức các loài lưỡng cư (thực phẩm, thuốc men...) độc tính và độ chua của môi trường sống lưỡng cư, sự nổi lên của các bệnh mới, biến đổi khí hậu, tăng cường bức xạ cực tím(hậu quả của thiệt hại đối với tầng ôzôn) và tương tác có khả năng giữa các yếu tố này.
Theo quan điểm của ngày càng nhiều loài bị đe dọa, một chiến lược bảo tồn đã được áp dụng ở cấp quốc tế để chống lại nhiều nguyên nhân của sự suy giảm lưỡng cư. Các biện pháp chủ yếu để kiểm soát được sử dụng là bảo vệ môi trường sống tự nhiên, bảo tồn giống, tái thả và tiêu diệt một số loài xâm lấn nào đó.
Thực tế phần lớn động vật lưỡng cư có lối sống trên mặt đất và dưới nước, và làn da của chúng có khả năng thẩm thấu cao, cho thấy chúng có thể dễ bị tổn thương hơn các loài động vật có xương sống trên cạn, khác với các độc tố có trong các môi trường, cũng như thay đổi nhiệt độ của lượng mưa và độ ẩm. Các nhà khoa học đang bắt đầu xem xét đa dạng sinh học của động vật lưỡng cư như là một chỉ số hàng đầu về ô nhiễm gây ra bởi các hoạt động của con người và các hiệu ứng nó có thể có đối với các loài động vật khác.

## Bối cảnh của vấn đề
- Các động vật lưỡng cư dạng một nhóm các sinh vật có xương sống bao gồm khoảng 6000 loài được biết, quy tụ anoures (ếch, cóc, chuông, ếch...), các urodeles (loài sa giông và kỳ nhông) và Gymnophiona (cụt chân hoặc bộ không chân). Các nhóm động vật lưỡng cư đã được khoảng 360 Ma, và đã được mô tả trong giai đoạn duy nhất năm 1970 - 2000, sự tuyệt chủng khả năng của khoảng 168 loài. Ngoài ra, có ít nhất 2.469 loài
- (43% động vật lưỡng cư) đã biết sự suy giảm quần thể của họ, cho thấy số lượng các loài có nguy cơ tuyệt chủng có thể tiếp tục tăng lên.

Một hiệp ước quốc tế về các nhà sinh vật học năm 2004 cho biết 32% loài ếch nhái trên toàn thế giới có nguy cơ tuyệt chủng (1.856 loài) và hơn 120 loài đã tuyệt chủng từ năm 1980.
Dân số giảm mạnh đặc biệt ở miền Tây Hoa Kỳ, Trung và Nam Mỹ, và phía đông Australia. Như vậy trong năm 2006, 16 trong số 45 loài lưỡng cư Canada (36%) đã để giảm bớt mà họ hiện nay được coi là nguy cấp, đe dọa hoặc quan tâm đặc biệt. Tuy nhiên, các trường hợp bị cô lập với sự tuyệt chủng lưỡng cư lớn xảy ra ở nhiều nơi trên thế giới. Ví dụ, IUCN ước tính Tháng 9 năm 2006 rằng một phần tư của động vật lưỡng cư Địa Trung Hải bị đe dọa tuyệt chủng. Trong khi các hoạt động của con người đang gây thiệt hại đáng kể tại của đa dạng sinh học trên toàn cầu, dường như hậu quả là nghiêm trọng hơn nhiều và dữ dội trên động vật lưỡng cư như các nhóm khác của các loài.
Vì động vật lưỡng cư thường có chu kỳ sống bao gồm hai giai đoạn, loài nòng nọc đầu tiên và loài vật thứ hai trên cạn, chúng tự nhiên nhạy cảm với các rối loạn môi trường trên cạn và nước. Ngoài ra, vì da có độ thẩm thấu cao của chúng, chúng có thể dễ bị nhiễm độc hơn trong môi trường so với các sinh vật khác như chim hay động vật có vú. Nhiều nhà khoa học cũng tin rằng hiện tượng suy giảm lưỡng cư công bố khả năng trong tương lai gần, một hiện tượng rộng hơn của tuyệt chủng hàng loạt của đa dạng sinh học, thời gian này kéo dài đến các nhóm khác của con động vật sống và thực vật.
Hiện tượng suy giảm lưỡng cư đã được công nhận rộng rãi đầu tiên vào cuối năm 1980, khi một cuộc họp của herpetologists báo cáo phát hiện một sự suy giảm tổng thể của các quần thể lưỡng cư. Trong số những loài bị ảnh hưởng nhiều nhất là con cóc vàng (Bufo periglenes) sống trong khu bảo tồn rừng mây Monteverde, trước đây được phân loại là một loài phổ biến của địa điểm. Các periglenes Bufo là tại thời điểm đó là chủ đề của nhiều cuộc điều tra khoa học, cho đến năm 1987, khi dân số bắt đầu giảm và cuối cùng biến mất hoàn toàn vào năm 1989. Các loài Monteverde khác, chẳng hạn như ếch Atelopus varius (Rana Harlequin Tây Ban Nha, Harlequin Frog), cũng biến mất vào thời điểm đó. Những cá thể này nằm trong khu bảo tồn thiên nhiên, sự hủy diệt của chúng không liên quan gì đến hoạt động của con người trong khu vực. Cần phải tìm kiếm các nguyên nhân trên quy mô toàn cầu hơn, gây ra mối quan tâm lớn giữa các nhà khoa học có liên quan.
Hiện nay số lượng lưỡng sư bị suy giảm rất nhiều trong tự nhiên do săn bắt để làm thực phẩm, sử dụng rộng rãi thuốc trừ sâu và ô nhiễm môi trường.